# Frank Capsouras
Frank Capsouras (* 29. Januar 1947 in Hackensack, New Jersey) ist ein ehemaliger US-amerikanischer Gewichtheber.

## Werdegang
Frank Capsouras wuchs in New York auf. Er begann bereits mit 14 Jahren mit dem Gewichtheben und wurde von 1964 bis 1966 dreimal hintereinander US-amerikanischer Jugendmeister. Da er dadurch als ein großes amerikanisches Talent galt, wurde er von John Terpak, dem ehemaligen Weltmeister von 1937 und Vizepräsidenten des York Barbell Clubs zu diesem Verein geholt und kräftig unterstützt. Frank Capsouras Laufbahn als Gewichtheber verlief aber nicht ganz so erfolgreich, wie es für die Verantwortlichen des amerikanischen Gewichtheber-Verbandes und für ihn selbst wünschenswert gewesen wäre. Im Jahr 1969 stellte er mit 199 kg einen neuen Weltrekord im Stoßen des Mittelschwergewichtes auf. Außer einer Bronzemedaille bei den Panamerikanischen Spielen 1975 im Zweikampf gewann er bei internationalen Meisterschaften keine weiteren Medaillen.
Frank Capsouras lebt noch immer in New York.

## Internationale Erfolge/Mehrkampf
(OS = Olympische Spiele, WM = Weltmeisterschaft, Ms = Mittelschwergewicht, S = Schwergewicht, damals bis 110 kg Körpergewicht, Wettkämpfe bis 1972 im olympischen Dreikampf, bestehend aus Drücken, Reißen und Stoßen, ab 1973 im Zweikampf, bestehend aus Reißen und Stoßen)
- 1966, 3. Platz, Nordamerik. Meistersch., Ms, mit 425 kg, hinter Bob Bartholomew, 452,5 kg und Phil Grippaldi, 450 kg;
- 1969, 6. Platz, WM in Warschau, Ms, mit 472,5 kg, Sieger: Kaarlo Kangasniemi, Finnland, 515 kg vor Bo Johansson, Schweden, 500 kg;
- 1972, 10. Platz, OS in München, S, mit 520 kg, Sieger: Jaan Talts, UdSSR, 580 kg vor Alexander Kraitschew, Bulgarien, 562,5 kg;
- 1973, unplatziert, WM in Havanna, S, Aufgabe wegen Verletzung;
- 1975, 3. Platz, Panamerican Games in Mexiko-Stadt, Ms, mit 332,5 kg, hinter Phil Grippaldi, USA, 342,5 kg und Alberto Blanco, Kuba, 340 kg

## Nationale Erfolge
- 1965, 2. Platz, "Eastern"-Meistersch., Ms, mit 390 kg, hinter Bill March, 472,5 kg;
- 1966, 3. Platz, USA-Meistersch., Ms, mit 402,5 kg, hinter Bob Bartholomew, 447,5 kg und Phil Grippaldi, 440 kg;
- 1967, 1. Platz, Philadelphia-Meistersch., Ms, mit 430 kg, vor Bill Starr, 402,5 kg;
- 1967, 4. Platz, USA-Meistersch., Ms, mit 435 kg, hinter Grippaldi, 470 kg, John Gourgott, 452,5 kg und Bartholomew, 440 kg;
- 1968, 2. Platz, Philadelphia-Meistersch., Ms, mit 432,5 kg, hinter Bob Lancaster, 435 kg und vor Gary Glenney, 432,5 kg;
- 1968, 2. Platz, USA-Meistersch., Ms, mit 465 kg, hinter Grippaldi, 480 kg und vor Gourgott, 465 kg;
- 1969, 1. Platz, USA-Meistersch., Ms, mit 490 kg vor Grippaldi, 487,5 kg und Glenney, 485 kg;
- 1970, unplatziert, USA-Meistersch, Ms,a 3 Fehlversuche im Stoßen;
- 1972, 1. Platz, USA-Meistersch., s, mit 525 kg, vor Alan Ball, 505 kg und Tony Rouff, 500 kg;
- 1973, 2. Platz, USA-Meistersch., S, mit 335 kg, hinter Bob Bednarski, 340 kg und vor John Lewandowski, 332,5 kg

### Weltrekord
- 199 kg, 1969, Stoßen, Ms